# Lauren Groves
Lauren Groves (Vancouver, 2 de setembro de 1981) é uma triatleta canadense, que conquistou a medalha de bronze nos Jogos Pan-Americanos de 2007 no Rio de Janeiro. Também participou das Olimpíadas de 2008 em Pequim.

## Biografia
Natural de Vancouver, Groves começou no esporte aos seis anos de idade, em competições de natação por um clube de sua cidade. Também praticava cross-country e track and field [en], e declarou que nunca tinha ouvido falar em triatlo, até que viu Simon Whitfield competir e ganhar a medalha de ouro no evento masculino nos Jogos Olímpicos de Verão de 2000 em Sydney. Com dezenove anos, Groves decidiu se concentrar no triatlo ao ingressar no curso de psicologia da  Queen's University, em Kingston, iniciando os treinos no clube de triatlo da universidade. Depois de concluir o curso, especializando-se em ciências forenses, mudou-se para Victoria, passando a treinar em tempo integral no Centro Nacional de Treinamento de Triatlo.

## Carreira no triatlo
Groves fez sua estreia esportiva profissional no Campeonato Mundial de Triatlo de 2001, em Edmonton, na categoria júnior, terminando em 31.º lugar. Mais tarde, melhorando sua performance atlética e treinando trinta horas por semana, consegui um quarto lugar no Sub-23 do Mundial de Triatlo de 2003, em Queenstown, na Nova Zelândia. Já como uma das principais triatletas do Canadá, continuou a conquistar vitórias na modalidade, vencendo a Copa Pan-Americana de Triatlo de 2006 em Roatán, Honduras, e seu primeiro campeonato nacional em Brampton. Groves alcançou melhor colocação no ranking internacional, quando terminou em quarto lugar no Campeonato Mundial de Triatlo de 2006, em Lausanne, na Suíça. Foi o melhor resultado de uma triatleta canadense desde que Carol Montgomery, que chegou à mesma posição em 2000.
Groves classificou-se para os Jogos Pan-Americanos de 2007 no Rio de Janeiro, conseguindo medalha de bronze, logo atrás das triatletas norte-americanas Julie Ertel e Sarah Haskins, que conquistaram ouro e prata, respectivamente. Depois de seu sucesso nos Jogos Pan-Americanos, Groves passou a se destacar no cenário internacional, particularmente na Copa do Mundo de Triatlo e as nas Olimpíadas. Foi selecionada para a equipe nacional, juntamente com Carolyn Murray e Kathy Tremblay, para as Olimpíadas de Verão de 2008 em Pequim, mas não conseguiu completar a corrida, por ter sofrido uma queda na corrida de bicicleta, fraturando o cotovelo esquerdo. Sua companheiras de equipe companheiros de equipe, Murray e Tremblay, completaram a prova, chegando em 29.º e 31.º lugar, respectivamente.
As lesões a tiraram das competições na temporada de 2008, e se retorno ao triatlo local e internacional ocorreria no ano seguinte. Ela conquistou seu primeiro pódio na Copa do Mundo, ao conquistar a medalha de bronze na Taça Elite de Triatlo de 2009 em Des Moines, Iowa. Groves também liderou um grupo de quatro canadenses, conquistando o bronze no revezamento misto no Campeonato Mundial de Equipes. No mesmo ano, alcançou sua melhor colocação no ranking, conquistando medalhas de ouro na Copa Pan-Americana Premium de Triatlo, e nos campeonatos nacionais em Kelowna, compartilhando os mesmos triunfos com Whitfield no evento masculino.
Em 2010 Groves afastou-se das competições, para se recuperar de lesões e para compromisso pessoais. Em 2011, retornou às competições e ganhou a medalha de bronze na Copa Sprint de Triatlo da Oceania, em Devonport, na Tasmânia. Em 2012, conquistou o nono lugar na Taça do Mundo de Triatlo em Mooloolaba , na Austrália, e a medalha de ouro na Taça Pan-Americana Triathlon Sprint em Bridgetown, Barbados.